# Белораменен капуцин
Белораменните капуцини (Cebus capucinus) са вид средноголеми бозайници от семейство Капуцинови (Cebidae).

## Разпространение
Разпространени са в джунглите на Централна Америка и в най-северозападните части на Южна Америка. Живеят на групи, които могат да наброяват повече от 20 екземпляра, както мъжки, така и женски.

## Хранене
Хранят се с плодове и дребни животни.

## Размножаване
Максималната регистрирана възраст е 54 години.